# Verein für Bewegungsspiele Lübeck von 1919 1998-1999
Questa voce raccoglie le informazioni riguardanti il Verein für Bewegungsspiele Lübeck von 1919 nelle competizioni ufficiali della stagione 1998-1999.

## Stagione
Nella stagione 1998-1999 il Lubecca, allenato da Uwe Erkenbrecher, concluse il campionato di Regionalliga nord al 2º posto. In Coppa di Germania il Lubecca fu eliminato al primo turno dallo Stoccarda.

## Rosa
| N. |                     | Ruolo | Calciatore       |
| -- | ------------------- | ----- | ---------------- |
| 1  | Germania (bandiera) | P     | Frank Böse       |
| 2  | Germania (bandiera) | C     | Jan-Uwe Gundel   |
| 7  | Turchia (bandiera)  | C     | Ramazan Yildirim |
| 8  | Germania (bandiera) | D     | Wilken Harf      |
| 9  | Germania (bandiera) | A     | Daniel Bärwolf   |
| 14 | Germania (bandiera) | C     | Markus Kullig    |
| 15 | Germania (bandiera) | C     | Michael Hopp     |
| 18 | Croazia (bandiera)  | C     | Darko Novacic    |
| 20 | Germania (bandiera) | P     | Raphael Schäfer  |

| N. |                     | Ruolo | Calciatore        |
| -- | ------------------- | ----- | ----------------- |
|    | Germania (bandiera) | D     | Bernd Heemsoth    |
|    | Lituania (bandiera) | D     | Romas Mažeikis    |
|    | Germania (bandiera) | D     | Marko Riegel      |
|    | Germania (bandiera) | D     | Sven Tramm        |
|    | Germania (bandiera) | C     | Dirk Bremser      |
|    | Germania (bandiera) | C     | Oliver Schweißing |
|    | Germania (bandiera) | C     | Holger Wehlage    |
|    | Germania (bandiera) | A     | Oliver Hirschlein |
|    | Germania (bandiera) | A     | Mike Möllensiep   |

## Organigramma societario
Area tecnica
- Allenatore: Uwe Erkenbrecher
- Allenatore in seconda:
- Preparatore dei portieri:
- Preparatori atletici:
- Analisi video:

## Calciomercato

### Sessione estiva
| Acquisti | Acquisti            | Acquisti          | Acquisti |
| R.       | Nome                | da                | Modalità |
| -------- | ------------------- | ----------------- | -------- |
| A        | Daniel Bärwolf      | Carl Zeiss Jena   |          |
| C        | Jan-Uwe Gundel      | Kickers Emden     |          |
| D        | Wilken Harf         | 93 Amburgo        |          |
| D        | Bernd Heemsoth      | Osnabrück         |          |
| A        | Oliver Hirschlein   | Concordia Amburgo |          |
| C        | Markus Kullig       | Wolfsburg         |          |
| A        | Antoine Mbassa-Kone | Werder Brema II   |          |
| A        | Mike Möllensiep     | Schalke 04 II     |          |
| D        | Marko Riegel        | Amburgo II        |          |
| P        | Raphael Schäfer     | Hannover 96       |          |
| C        | Oliver Schweißing   | 93 Amburgo        |          |
| C        | Holger Wehlage      | Meppen            |          |
| C        | Ramazan Yildirim    | S.F. Ricklingen   |          |

| Cessioni | Cessioni            | Cessioni              | Cessioni |
| R.       | Nome                | a                     | Modalità |
| -------- | ------------------- | --------------------- | -------- |
| D        | Holger Behnert      | Hoisdorf              |          |
| C        | Michael Butrej      | Austria Lustenau      |          |
| C        | Christoph Chylla    | Bayer Leverkusen II   |          |
| C        | Michael Koch        | Schönberg             |          |
| D        | Michael Köpper      | Kickers Offenbach     |          |
| A        | Jens Paeslack       | ÍBV Vestmannæyja      |          |
| A        | Marian Pagels       | Erzgebirge Aue        |          |
| A        | Lutz Schwerinski    | Schönberg             |          |
| C        | Stefan Siedschlag   | Eintracht Norderstedt |          |
| A        | Stefan Studtrucker  | Arminia Bielefeld     |          |
| C        | Felix van der Steen | Eintracht Norderstedt |          |
| P        | Maik Wilde          | Schönberg             |          |

### Sessione invernale
| Acquisti | Acquisti | Acquisti | Acquisti |
| R.       | Nome     | da       | Modalità |
| -------- | -------- | -------- | -------- |

| Cessioni | Cessioni            | Cessioni  | Cessioni |
| R.       | Nome                | a         | Modalità |
| -------- | ------------------- | --------- | -------- |
| A        | Antoine Mbassa-Kone | TuS Celle |          |

## Risultati

### Regionalliga nord

#### Girone di andata
| 2 agosto 1998, ore 15:00 CEST 1ª giornata | S.F. Ricklingen | 2 – 3 | Lubecca |  |

| 9 agosto 1998, ore 18:00 CEST 2ª giornata | Lubecca | 3 – 1 | TuS Celle |  |

| 14 agosto 1998, ore 20:00 CEST 3ª giornata | Meppen | 2 – 0 | Lubecca |  |

| 23 agosto 1998, ore 15:00 CEST 4ª giornata | Lubecca | 4 – 0 | Amburgo II |  |

| 1º settembre 1998, ore 18:15 CEST 5ª giornata | Werder Brema II | 4 – 2 | Lubecca |  |

| 6 settembre 1998, ore 15:00 CEST 6ª giornata | Lubecca | 5 – 1 | Wilhelmshaven |  |

| 11 settembre 1998, ore 19:00 CEST 7ª giornata | Lüneburger | 1 – 1 | Lubecca |  |

| 19 settembre 1998, ore 14:30 CEST 8ª giornata | Lubecca | 3 – 1 | Eintracht Nordhorn |  |

| 27 settembre 1998, ore 15:00 CEST 9ª giornata | Lubecca | 2 – 0 | Arminia Hannover |  |

| 2 ottobre 1998, ore 20:00 CEST 10ª giornata | Kickers Emden | 1 – 2 | Lubecca |  |

| 11 ottobre 1998, ore 15:00 CEST 11ª giornata | Lubecca | 3 – 1 | Herzlake |  |

| 17 ottobre 1998, ore 14:30 CEST 12ª giornata | Eintracht Braunschweig | 0 – 0 | Lubecca |  |

| 25 ottobre 1998, ore 15:00 CEST 13ª giornata | Lubecca | 0 – 1 | Norderstedt |  |

| 19 dicembre 1998, ore 14:00 CET 14ª giornata | Oldenburg | 2 – 1 | Lubecca |  |

| 8 novembre 1998, ore 14:30 CET 15ª giornata | Lubecca | 3 – 2 | Cloppenburg |  |

| 13 novembre 1998, ore 20:00 CET 16ª giornata | Osnabrück | 1 – 0 | Lubecca |  |

| 21 novembre 1998, ore 14:00 CET 17ª giornata | Lubecca | 5 – 0 | Holstein Kiel |  |

#### Girone di ritorno
| 29 novembre 1998, ore 14:00 CET 18ª giornata | Lubecca | 2 – 1 | S.F. Ricklingen |  |

| 31 gennaio 1999, ore 14:30 CET 19ª giornata | TuS Celle | 2 – 4 | Lubecca |  |

| 12 dicembre 1998, ore 14:00 CET 20ª giornata | Lubecca | 2 – 0 | Meppen |  |

| 7 febbraio 1999, ore 15:00 CET 21ª giornata | Amburgo II | 0 – 3 | Lubecca |  |

| 24 aprile 1999, ore 15:00 CEST 22ª giornata | Lubecca | 1 – 0 | Werder Brema II |  |

| 20 febbraio 1999, ore 14:00 CET 23ª giornata | Wilhelmshaven | 3 – 0 | Lubecca |  |

| 28 febbraio 1999, ore 15:00 CET 24ª giornata | Lubecca | 1 – 0 | Lüneburger |  |

| 7 marzo 1999, ore 15:00 CET 25ª giornata | Eintracht Nordhorn | 1 – 1 | Lubecca |  |

| 13 marzo 1999, ore 15:00 CET 26ª giornata | Arminia Hannover | 0 – 3 | Lubecca |  |

| 21 marzo 1999, ore 15:00 CET 27ª giornata | Lubecca | 1 – 0 | Kickers Emden |  |

| 28 marzo 1999, ore 15:00 CET 28ª giornata | Herzlake | 1 – 5 | Lubecca |  |

| 10 aprile 1999, ore 14:30 CEST 29ª giornata | Lubecca | 2 – 1 | Eintracht Braunschweig |  |

| 17 aprile 1999, ore 14:00 CEST 30ª giornata | Norderstedt | 1 – 1 | Lubecca |  |

| 2 maggio 1999, ore 15:00 CEST 31ª giornata | Lubecca | 3 – 0 | Oldenburg |  |

| 8 maggio 1999, ore 14:00 CEST 32ª giornata | Cloppenburg | 1 – 5 | Lubecca |  |

| 15 maggio 1999, ore 14:00 CEST 33ª giornata | Lubecca | 1 – 0 | Osnabrück |  |

| 21 maggio 1999, ore 19:00 CEST 34ª giornata | Holstein Kiel | 2 – 1 | Lubecca |  |

### Coppa di Germania
| Arbitro: | Koop |

|            |           |                       |
| Kullig 32’ | Marcatori | 2’ Ristić 63’ Lisztes |

## Statistiche

### Statistiche di squadra
| Competizione      | Punti | In casa | In casa | In casa | In casa | In casa | In casa | In trasferta | In trasferta | In trasferta | In trasferta | In trasferta | In trasferta | Totale | Totale | Totale | Totale | Totale | Totale | DR  |
| Competizione      | Punti | G       | V       | N       | P       | Gf      | Gs      | G            | V            | N            | P            | Gf           | Gs           | G      | V      | N      | P      | Gf     | Gs     | DR  |
| ----------------- | ----- | ------- | ------- | ------- | ------- | ------- | ------- | ------------ | ------------ | ------------ | ------------ | ------------ | ------------ | ------ | ------ | ------ | ------ | ------ | ------ | --- |
| Regionalliga nord | 73    | 17      | 16      | 0       | 1       | 41      | 9       | 17           | 7            | 4            | 6            | 32           | 24           | 34     | 23     | 4      | 7      | 73     | 33     | +40 |
| Coppa di Germania | -     | 1       | 0       | 0       | 1       | 1       | 2       | 0            | 0            | 0            | 0            | 0            | 0            | 1      | 0      | 0      | 1      | 1      | 2      | -1  |
| Totale            | 73    | 18      | 16      | 0       | 2       | 42      | 11      | 17           | 7            | 4            | 6            | 32           | 24           | 35     | 23     | 4      | 8      | 74     | 35     | +39 |

### Andamento in campionato
| Giornata  | 1 | 2 | 3 | 4 | 5 | 6 | 7 | 8 | 9 | 10 | 11 | 12 | 13 | 14 | 15 | 16 | 17 | 18 | 19 | 20 | 21 | 22 | 23 | 24 | 25 | 26 | 27 | 28 | 29 | 30 | 31 | 32 | 33 | 34 |
| --------- | - | - | - | - | - | - | - | - | - | -- | -- | -- | -- | -- | -- | -- | -- | -- | -- | -- | -- | -- | -- | -- | -- | -- | -- | -- | -- | -- | -- | -- | -- | -- |
| Luogo     | T | C | T | C | T | C | T | C | C | T  | C  | T  | C  | T  | C  | T  | C  | C  | T  | C  | T  | C  | T  | C  | T  | T  | C  | T  | C  | T  | C  | T  | C  | T  |
| Risultato | V | V | P | V | P | V | N | V | V | V  | V  | N  | P  | P  | V  | P  | V  | V  | V  | V  | V  | V  | P  | V  | N  | V  | V  | V  | V  | N  | V  | V  | V  | P  |
| Posizione | 2 | 1 | 5 | 2 | 8 | 4 | 5 | 5 | 4 | 4  | 3  | 3  | 4  | 4  | 4  | 4  | 4  | 3  | 3  | 3  | 3  | 2  | 2  | 2  | 2  | 2  | 2  | 2  | 2  | 2  | 2  | 2  | 1  | 2  |

Legenda:

Luogo: C = Casa; T = Trasferta. Risultato: V = Vittoria; N = Pareggio; P = Sconfitta.

### Statistiche dei giocatori
| D. Bremser     | 1 | 0 | 0 | 0 |
| D. Bärwolf     | 1 | 0 | 1 | 0 |
| F. Böse        | 1 | 0 | 0 | 0 |
| J. Gundel      | 1 | 0 | 0 | 0 |
| W. Harf        | 1 | 0 | 0 | 0 |
| B. Heemsoth    | 1 | 0 | 0 | 0 |
| O. Hirschlein  | 1 | 0 | 0 | 0 |
| M. Hopp        | 0 | 0 | 0 | 0 |
| M. Kullig      | 1 | 1 | 0 | 0 |
| R. Mažeikis    | 1 | 0 | 0 | 0 |
| A. Mbassa-Kone | 1 | 0 | 0 | 0 |
| M. Möllensiep  | 0 | 0 | 0 | 0 |
| D. Novacic     | 0 | 0 | 0 | 0 |
| M. Riegel      | 1 | 0 | 0 | 0 |
| O. Schweißing  | 1 | 0 | 0 | 0 |
| R. Schäfer     | 0 | 0 | 0 | 0 |
| S. Tramm       | 0 | 0 | 0 | 0 |
| H. Wehlage     | 1 | 0 | 0 | 0 |
| R. Yildirim    | 1 | 0 | 0 | 0 |